# Oksana Robski
Oksana Viktorovna Robski (ryska: Оксана Викторовна Робски), född Poljanskaja (Полянская) 10 juni 1968 i Moskva, är en rysk glamourförfattarinna. Hennes debutroman, Ca$ual, utkom på förlaget Rosman 2005. Boken utkom på svenska 2006 på förlaget Fabulera AB.
Oksana Robski växte upp i en intellektuell familj i Moskva. Hennes mamma var lärare som undervisade i en av Moskvas gymnasieskolor. Styvfadern (fadern dog när Oksana var sju år), som numera är pensionerad, var pilot inom civilflyget. Oksana studerade vid fakulteten för journalistik vid Moskvas universitet, genomgick högre utbildning för manusförfattare och regissörer. Hennes examensfilm deltog i den ryska tävlingen för unga regissörer, Heliga Anna. År 1995 började hon ge ut en glättig tidskrift som hette Sebastian som handlade om hundar. 1998 öppnade hon en inredningsbutik, Galleri O. Robski har också drivit ett företag som hyrde ut kvinnliga livvakter, Nikita. Hon bor idag i Zjukovka utanför Moskva.